# Ibn Saïd

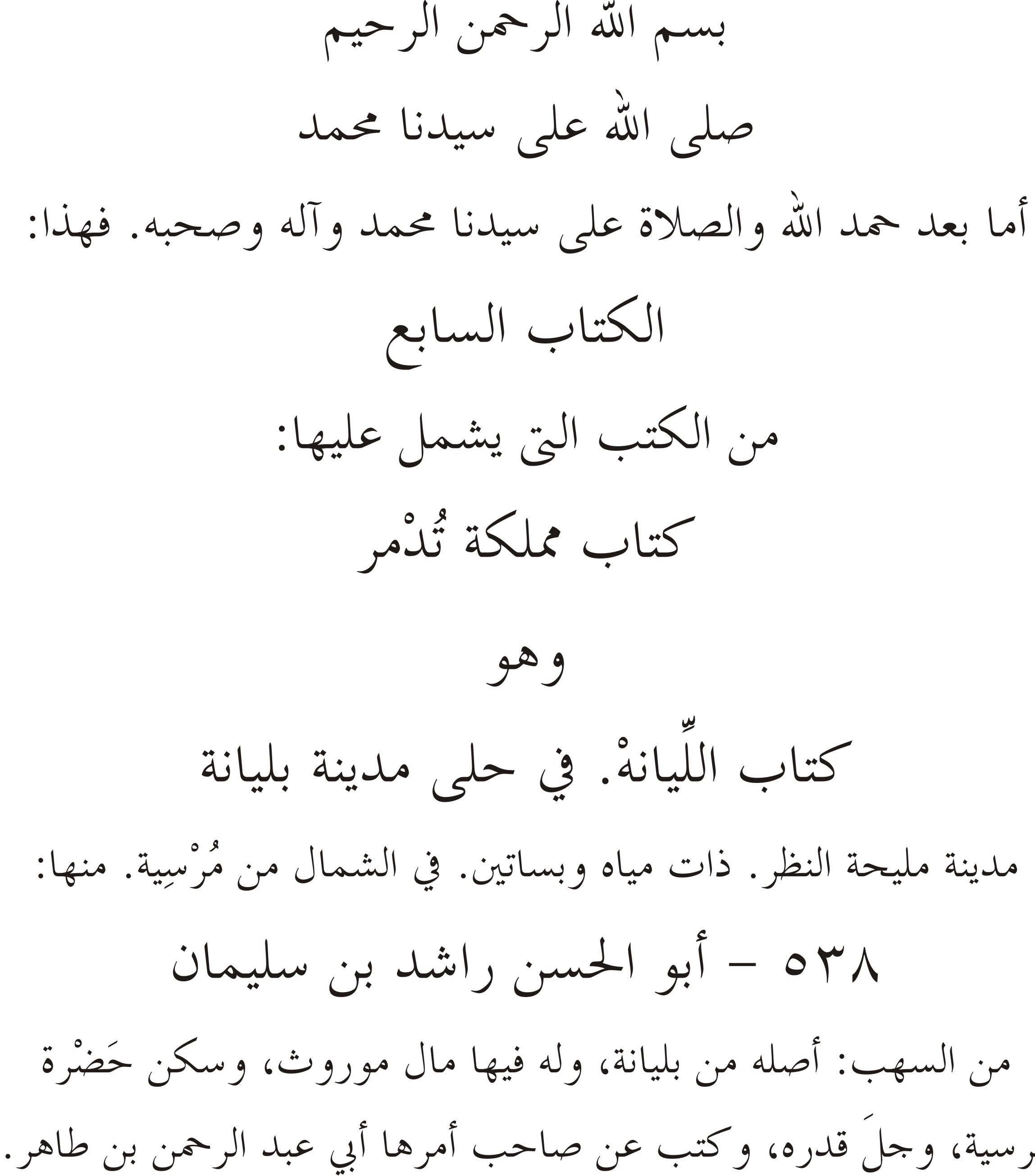
Extrait du chapitre sur Villena dans Al-Mugrib fī ḥulā al-Magrib, dans lequel le poète Abū l-Hasan Rāshid ibn Sulaymān est cité.

Ibn Saïd appelé aussi Ibn Saïd al-Maghribi (arabe : بن سعيد المغربي) (1213-1274) est un géographe, historien et poète andalou du XIIIe siècle.

## Biographie
Il est né à Alcalá la Real en 1214 . Son père Moussa, gouverneur de Séville, se sentant près de mourir, lui recommanda d'achever et de publier les deux ouvrages historiques qu'il avait élaborés. Il mourut en 1274 à Tunis ou Alep.

## Œuvres
- La géographie d'Ibn Saïd.